# Оваса (Айова)
Оваса (англ. Owasa) — місто (англ. city) в США, в окрузі Гардін штату Айова. Населення — 34 особи (2020).

## Географія
Оваса розташована за координатами 42°25′54″ пн. ш. 93°12′18″ зх. д. / 42.43167° пн. ш. 93.20500° зх. д. (42.431687, -93.204996).  За даними Бюро перепису населення США в 2010 році місто мало площу 1,46 км², уся площа — суходіл.

## Демографія
Згідно з переписом 2010 року, у місті мешкали 43 особи в 17 домогосподарствах у складі 9 родин. Густота населення становила 29 осіб/км².  Було 19 помешкань (13/км²).
Расовий склад населення:
| - 90,7 % — білих |

До двох чи більше рас належало 9,3 %. Частка іспаномовних становила 0,0 % від усіх жителів.
За віковим діапазоном населення розподілялося таким чином: 32,6 % — особи молодші 18 років, 60,4 % — особи у віці 18—64 років, 7,0 % — особи у віці 65 років та старші. Медіана віку мешканця становила 35,3 року. На 100 осіб жіночої статі у місті припадало 79,2 чоловіків;  на 100 жінок у віці від 18 років та старших — 81,2 чоловіків також старших 18 років.
Цивільне працевлаштоване населення становило 28 осіб. Основні галузі зайнятості: освіта, охорона здоров'я та соціальна допомога — 28,6 %, транспорт — 17,9 %, роздрібна торгівля — 14,3 %.